# Матильда Фландрська
Матильда Фландрська (англ. Matilda of Flanders; бл. 1031 — 2 листопада 1083) — дружина короля Англії Вільгельма I Завойовника та матір двох королів Вільгельма II та Генріха І.

## Біографія

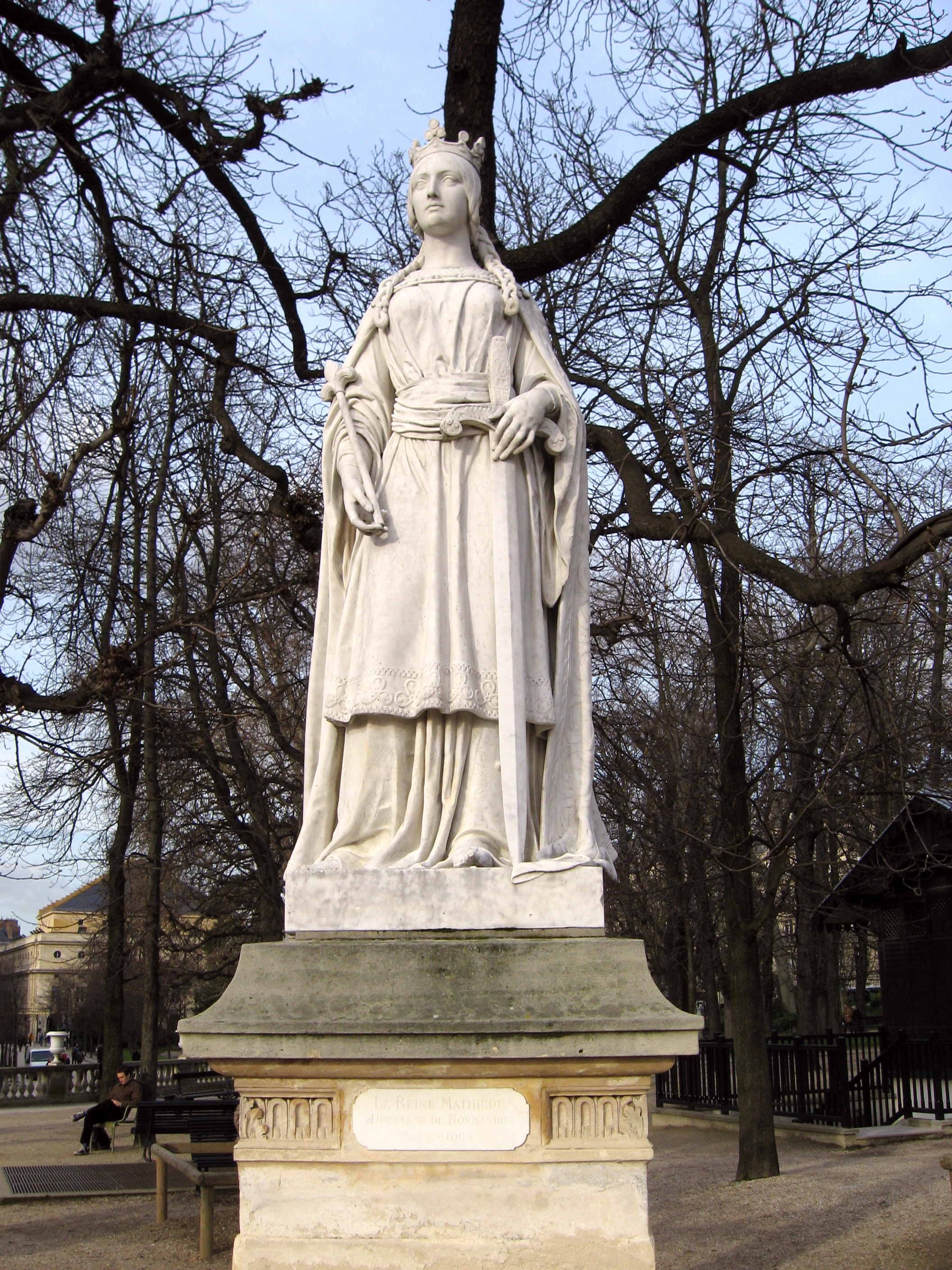
Пам'ятник Матильді Фландрській в Люксембурському саду

Матильда була дочкою Болдуіна V, графа Фландрії, і Адель Капет, дочки французького короля Роберта II. Мала двох братів — Балдуїна VI та Роберта І Фландрського.
За легендою, коли до юної Матильди прибули свати від нормандського герцога Вільгельма, вона відмовилася виходити за нього заміж, заявивши, що занадто знатна (серед її предків були королі Англії та Франції), щоб стати дружиною бастарда. Почувши таку відповідь, Вільгельм прискакав в Брюгге, і зустрівши Матильду на шляху до церкви, скинув її з коня перед шокованими придворними, після чого поскакав геть. Після цього Матильда заявила, що одружиться тільки з Вільгельмом, і навіть заборона Папи Римського Лева IX на шлюб через їхні близькі родинні стосунки (мали спільного предка ФулькаІІ Доброго) не змінила її думку.
Матильда і Вільгельм одружилися в 1051 або в 1052 році. Папький дозвіл був отриманий тільки в 1059 році коли Папою римським став Миколай II.
Сама Матильда була невеликого зросту, всього 150 см, тоді як її чоловік Вільгельм був висотою 178 см. Існували чутки, що Матильда мала любовний зв'язок з англосаксонським посланцем у Фландрії на ім'я Бріхтрік, який був дуже світлим, майже альбіносом, і вже мав дружину. Не відомо, чи була дійсна основа у цих чуток, але коли пізніше Матильда управляла Англією під час відсутності її чоловіка Вільгельма, вона конфіскувала без суду володіння Бріхтріка і кинула його в тюрму. Там він незабаром помер, можливо, будучи отруєним.
Коли герцог Вільгельм робив приготування до вторгнення в Англію, Матильда на власні гроші спорядила один з кораблів, який вона назвала «Мора», і передала його чоловікові. Багато років вважали, що саме Матильда була замовником знаменитого килима з Байо, який розповідає в образотворчій формі про події нормандського завоювання Англії, проте останнім часом більшість дослідників схиляється до версії, що цей пам'ятник ранньосередньовічного мистецтва було створено на замовлення Одо, єпископа Байо, брата і одного з найближчих соратників Вільгельма Завойовника.

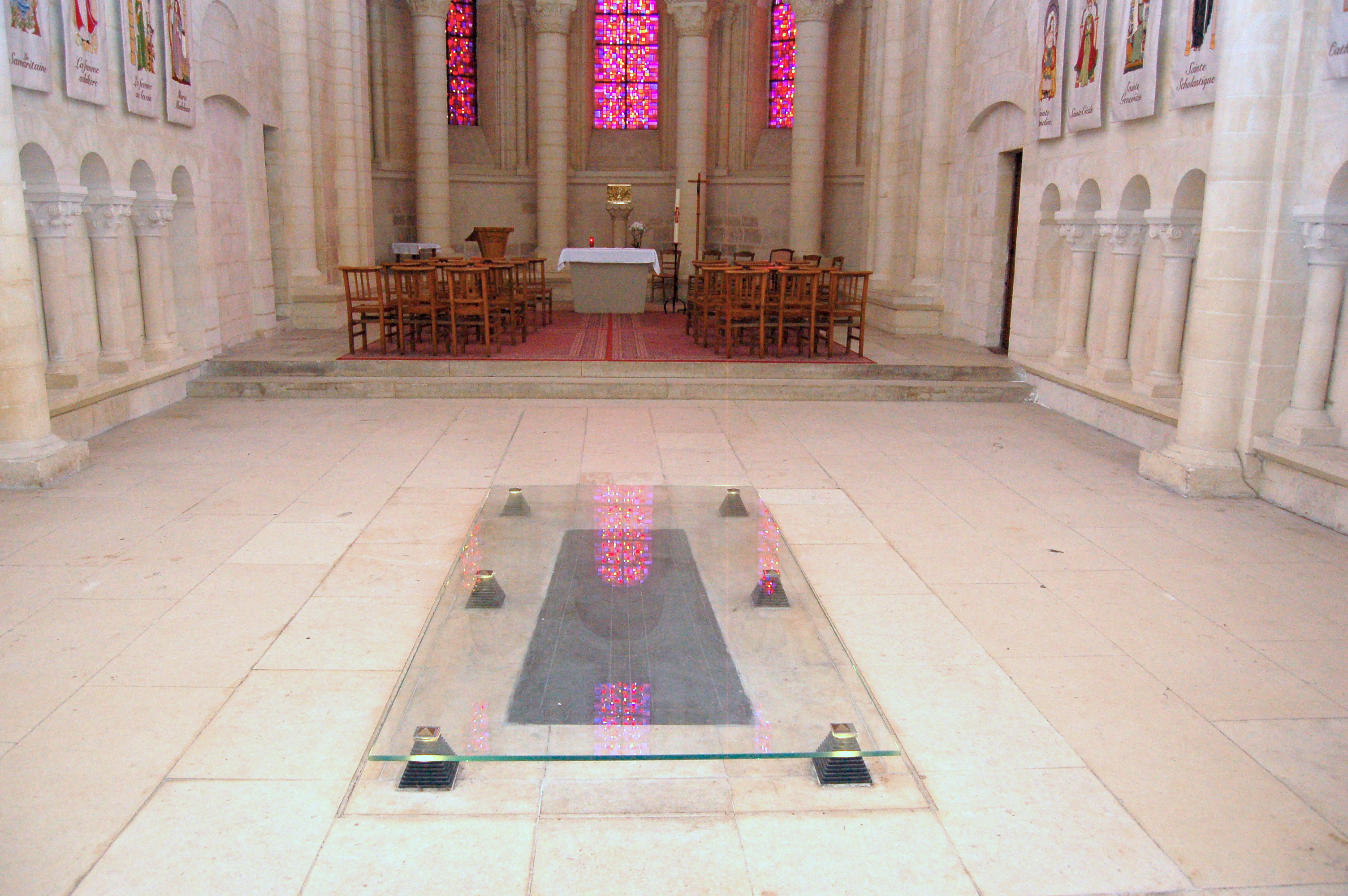
Гробниця Матильди Фландрської в Абатстві Святого Стефана

У Матильди і Вільгельма було десять дітей. Коли старший син Роберт, майбутній герцог Нормандії, підняв повстання проти свого батька, Матильда підтримала сина. Однак незабаром Вільгельм і Роберт примирилися, і до кінця життя Матильда залишалася лояльною королю. Сам Вільгельм, по всій видимості, не зраджував дружині. Вона померла в 1083 у віці 51 рік, і була похована в соборі Святої Трійці в Кані, в Нормандії. Пізніше також в Кані, в абатстві Святого Стефана, поховали короля Вільгельма. За легендою, після смерті дружини, Вільгельм Завойовник втратив розважливість і став тираном для своїх англійських підданих.

## Родина
Чоловік — Вільгельм I Завойовник, герцог Нормандії, король Англії
Діти:
- Роберт II (бл. 1054—1134) — герцог Нормандії
- Аліса (нар. бл. 1055) — можливо, наречена Гарольда Годвінсона
- Сесилія (бл. 1056—1126) — абатиса монастиря Святої Трійці, Кан
- Вільгельм II (1056—1100) — король Англії
- Ричард (1057 — бл. 1081) — вбитий у південній Англії
- Адела (бл. 1062—1138) — дружина Етьєна II, графа Блуаського
- Агата (бл. 1064 — бл. 1080) — наречена Альфонсо VI, короля Кастилії
- Констанція (бл. 1066—1090) — дружина Алана IV, герцога Бретані
- Матильда (?)
- Генріх I Боклерк (1068—1135) — король Англії